# Druivenkoers 2001
La Druivenkoers 2001, quarantunesima edizione della corsa, si svolse il 22 agosto 2001 su un percorso di 185 km, con partenza e arrivo a Overijse. Fu vinta dal belga Serge Baguet della Lotto-Adecco davanti al francese Vincent Cali e al bulgaro Ivajlo Gabrovski.

## Ordine d'arrivo (Top 10)
| Pos. | Corridore           | Squadra                       | Tempo    |
| ---- | ------------------- | ----------------------------- | -------- |
| 1    | Serge Baguet        | Lotto-Adecco                  | 4h34'00" |
| 2    | Vincent Cali        | Collstrop-Palmans             | s.t.     |
| 3    | Ivajlo Gabrovski    | Jean Delatour                 | s.t.     |
| 4    | Dmitriy Muravyev    |                               | a 1'29"  |
| 5    | Christophe Edaleine | Jean Delatour                 | a 1'40"  |
| 6    | Jurgen Van De Walle | Landbouwkrediet-Colnago       | s.t.     |
| 7    | Arkadiusz Wojtas    | Team Nürnberger               | a 1'57"  |
| 8    | Björnar Vestöl      | Team Fakta                    | a 2'12"  |
| 9    | Bert Scheirlinckx   | Collstrop-Palmans             | s.t.     |
| 10   | David Debremaeker   | Ville de Charleroi-Newsystems | s.t.     |